# Elva Hsiao
Elva Hsiao (Taipei, 24 augustus 1979) is een Taiwanese artiest die in het Standaardmandarijn zingt.
Ze schrijft en spreekt enigszins Engels, vanwege een studie aan het John Casablanca's College in Vancouver. Terwijl ze in Vancouver verbleef nam ze deel aan een talentenjachtauditie in 1998 onder haar geboortenaam Hsiao Ya-chih (蕭雅之) met CoCo Lee's "Love me a little longer". Ze was een van de twaalf finalisten, maar bereikte niet de top-5. In 1999 kwam haar eerste album uit, er werden meer dan een miljoen exemplaren van verkocht in Azië, bij het label Virgin records Taiwan (EMI Group). In 2002 zong ze U Make Me Wanna als onderdeel van haar album Love's Theme Song, Kiss, samen met de boyband Blue. In 2004 nam ze afscheid van EMI. In 2005 tekende ze uiteindelijk bij Warner Music.
Het zou echter tot juni 2006 duren voor Hsiao weer een single zou uitbrengen, The World I Want (我要的世界). In december 2006 kwam uiteindelijk een langbeloofd album uit, het kreeg uiteindelijk de titel [1087] - een verwijzing naar het aantal dagen dat ze afwezig was geweest uit de mandopop-scene. Hierna kwamen nog enkele singles uit. In 2008 keerde Hsiao terug naar EMI Records, een overstap die ze omschreef als "weer naar huis gaan". In juni 2008, rond de Olympische Spelen, kwam haar nieuwe album, 三面夏娃, uit.

## Discografie

### Studioalbums
- Elva Hsiao (蕭亞軒同名專輯 Xiao Ya Xuan Tong Ming Zhuan Ji) (1999) EMI
- Red Rose (紅薔薇 Hong Qiang Wei) (2000) EMI
- Tomorrow (明天 Ming Tian) (2001) EMI
- 4 U (4U) (2002) EMI
- Love's Theme Song, Kiss (愛的主打歌，吻 Ai De Zhu Da Ge, Wen) (2002) EMI
- In Love With Love (愛上愛 Ai Shang Ai) (2003) EMI
- Fifth Avenue (第五大道 Di Wu Da Dao) (2003) EMI
- 1087 (1087 Yi Ling Ba Qi) (2006) Warner Music
- 3-Faced Elva (3面夏娃 San Mian Xia Wa) (2008) EMI
- Diamond Candy (鑽石糖 (2009) EMI

### Verzamelingen en compilaties
- Beautiful Episode (美麗的插曲 Mei Li De Cha Qu) (2004) EMI
- Love Elva... Remix & More (最熟悉的...蕭亞軒 Zui Shu Xi De...Xiao Ya Xuan) (2006) EMI